# Rolf Carlsson
Rolf Carlsson, född  4 maj 1967 i Filipstad, är en svensk låtskrivare, artist, författare och journalist.

## Biografi
Rolf Carlsson började tidigt spela gitarr och skriva låtar. Han växte upp i Karlstad där han spelade i olika band på 1980-talet. Skivdebuten skedde med gruppen Vita Vivendo 1986, året innan hade han 18 år gammal gett ut sin första diktsamling.
Som författare har han skrivit både poesi och prosa, och tillsammans med bland andra Lukas Moodysson och Bruno K Öijer framträdde han som estradpoet på Hultsfredsfestivalen 1988. Romandebuten kom år 2009 med Filip.
Artisten och låtskrivaren Rolf Carlsson har gett ut ett tiotal album, främst med egen text och musik. Tillsammans med Johannes Holmquist gav han ut en samling Ferlin-visor 1996 och året efter kom hans första helt egna album. Han medverkade i den svenska Melodifestivalen 2002 med bidraget "Tidig är tiden" och gick vidare till "Vinnarnas val". Han skrev och sjöng "När tågen går förbi", som gick in på Svensktoppen den 24 september 2006. Albumet "Kyssar & Guld" innehåller enbart hans egna översättningar av till exempel Dylan, Cohen, David Byrne, Vince Clarke och The Pretenders. En av de mer framträdande låtarna från skivan är "Det är du" där Carlsson sjunger duett med Idde Schultz. "Det är du" är en cover på "Only You", en låt av den brittiska synthpopduon Yazoo (deras original utgiven som singel 1982).

## Diskografi

### Album
- 1996 – Dagen är släckt... (Tills med Johannes Holmquist)
- 1997 – Bra teater
- 1998 – Röd
- 2000 – Aska
- 2004 – Sliper
- 2007 – Blå
- 2009 – Kyssar & Guld
- 2010 – Andra spår, andra platser
- 2012 – Fina dagar
- 2015 – Själ och blod
- 2018 – Härifrån till Kalifornien

### Singlar
- 1986 – Evighetens tåg  (Maxisingel vinyl)
- 1998 – Regnar det än på dina läppar
- 1998 – Ett brev (Tills med Johannes Holmquist)
- 2001 – Upp och ner
- 2002 – Tidig är tiden
- 2004 – Ingen av oss vinner
- 2006 – När tågen går förbi
- 2007 – Maskrosbarn
- 2007 – En fin höst
- 2008 – Kärleksvägen
- 2009 – Det är du (Duett med Idde Schultz)
- 2009 – Svartsjukan
- 2009 – Första snön
- 2010 – Som en vän
- 2011 – Krig och fred (Duett med Kristin Evegård)
- 2012 – Ett hem på jorden/Din egen väg
- 2012 – Låt ljuset brinna
- 2015 – Goda mänskor
- 2015 – Själ och blod
- 2015 – Blå balkong högst upp
- 2016 – Jag har drömt
- 2018 – Gör som du vill
- 2018 – Friheten
- 2020 – Över vildmarken
- 2022 – På god fot med livet
- 2022 – På rätt sida ån

### Samlingsalbum
- 2002 – Melodifestivalen 2002
- 2002 – Svenska Schlager 2002
- 2004 – Lokalt musikliv
- 2006 – Rolf Carlsson 8606